# Pseudochirulus
Pseudochirulus — рід сумчастих ссавців родини посумових, які мешкають в Індонезії, Папуа Новій Гвінеї та штаті Квінсленд (Австралія). Вони живуть на деревах, і їх раціон в основному складається з листя.

## Опис
Голова й тулуб завдовжки 167–368 мм, хвіст завдовжки 151–395 мм, вага 105–1450 грамів. У більшості видів волосяний покрив щільний, м'який і вовнистий. Верхні частини тіла сірі чи коричневі, часто дуже темні, низ білий, жовтуватий чи майже такий темний як верх. Деякі види мають чорні й білі мітки на голові, смугу посередині спини чи смуги навколо стегна. Закінчення хвоста зазвичай знизу гола й розсіяно волосата зверху. Перші два пальці передніх кінцівок протиставлені іншим трьом.

## Видовий склад
- Pseudochirulus canescens
- Pseudochirulus caroli
- Pseudochirulus cinereus
- Pseudochirulus forbesi
- Pseudochirulus herbertensis
- Pseudochirulus larvatus
- Pseudochirulus mayeri
- Pseudochirulus schlegeli